# Newark Athlete
Newark Athlete (with Indian Clubs) è un cortometraggio muto del 1891 diretto da William K. L. Dickson. Dalla durata di appena dodici secondi, mostra un giovane atleta mentre fa roteare delle clave denominate Indian clubs. Nel 2010 è stato scelto per essere conservato nel National Film Registry della Biblioteca del Congresso degli Stati Uniti. È il film più vecchio a essere presente nel Registry.

## Produzione
Venne girato tra maggio e giugno del 1891 negli studi Black Maria. Il film fu prodotto per essere visto usando il kinetoscopio di Thomas Edison.
Il 22 febbraio 2005 il cortometraggio fu incluso nella raccolta DVD Edison: The Invention of the Movies (uscita solo nell'America del Nord).